# الفساد في تنزانيا
الفساد في تنزانيا يعد الفساد الكبير والصغير مشكلة خطيرة في تنزانيا، ومع ذلك توجد قوانين شاملة مختلفة لمنع الفساد. ويرجع ذلك إلى حد كبير إلى ضعف الرقابة الداخلية وانخفاض أو عدم الامتثال للوائح مكافحة الفساد داخل الوكالات الحكومية المختلفة. على سبيل المثال المشتريات العامة والضرائب وخدمة الجمارك هي مجالات عرضة للفساد.
حددت الشركات الأجنبية أن الفساد داخل تلك القطاعات يشكل عقبات محتملة لممارسة الأعمال التجارية في تنزانيا حيث غالبًا ما يتم طلب الرشاوى. من المعتقد أيضًا أن القطاع غير الرسمي الكبير الحالي 48.1٪ من الناتج المحلي الإجمالي، مرتبط بعملية تسجيل الأعمال المرهقة التي أوجدت فرصًا للفساد.
أطلق الرئيس جون بومبيه ماغوفولي حملة ضد الفساد الكبير وأنشأ محكمة خاصة للتعامل مع هذه المسألة. نتيجة لذلك تم فصل المسؤولين الفاسدين. تحظى هذه الجهود والمشاريع المماثلة بدعم دولي من ألمانيا والاتحاد الأوروبي. هناك مخاوف من أن جهود مكافحة الفساد ستنتهي عندما يتنحى الرئيس ماجوفولي.